# Хоэнтаннен
Хоэнтаннен (нем. Hohentannen) — коммуна в Швейцарии, в кантоне Тургау.
С 2011 года входит в состав округа Вайнфельден (ранее входила в округ Бишофсцелль). Население составляет 607 человек (на 31 декабря 2007 года). Официальный код — 4495.